# وادي العمردي
وادي العمردي هو منطقة من مناطق مدينة دبي في الإمارات العربية المتحدة. يبلغ عدد سكانها 3,756 نسمة، وتمتد على مساحة 24.2 كيلومتر مربع، بحسب بيانات مكتب دبي للإحصاء لعام 2023. والتي يعتبر غالبية سكانها من السكان المحليين لدولة الامارات العربية المتحدة، تتميز هذه المنطقة بكونها منطقة صحراوية أغلبها مزارع، يسكنها الناس داخل مساحات كبيرة. يقع وادي العمردي بالقرب من منطقة الخوانيج الثانية و حديقة مشرف ويطل على شارع العمردي.
تعمل بلدية دبي على عمليات مسح وتهيئة أراضي إسكان المواطنين في منطقة وادي العمردي مع إضافة جهات خدمية تخدم السكان.

## إِقلِيم
تبلغ مساحة الإقليم 24.2كم² في الجزء الشمالي من دبي، في المنطقة الحضرية الشرقية. يحد المنطقة من الشمال طريق الخوانيج (د 89)، ومن الشرق شارع العمردي (د 50) وشارع الإمارات (E 611)، ومن الجنوب شارع طرابلس (د 83)، ومن الغرب شارع الشيخ زايد بن حمدان آل نهيان (د 54).

## مراكز للرعاية الصحية والمستشفيات القريبة من وادي العمردي
- المستشفى الامريكي عيادة الخوانيج